# Olympische Sommerspiele 2012/Teilnehmer (Jamaika)
| Gelbes Symbol für Goldmedaillen mit stilisierten Olympischen Ringen | Graues Symbol für Silbermedaillen mit stilisierten Olympischen Ringen | Braundes Symbol für Bronzemedaillen mit stilisierten Olympischen Ringen |
| ------------------------------------------------------------------- | --------------------------------------------------------------------- | ----------------------------------------------------------------------- |
| 4                                                                   | 5                                                                     | 3                                                                       |

Jamaika nahm in London an den Olympischen Spielen 2012 teil. Es war die insgesamt 15. Teilnahme an Olympischen Sommerspielen. Die Jamaica Olympic Association nominierte bislang 50 Athleten in vier Sportarten.

## Medaillen
Mit vier gewonnenen Gold-, fünf Silber- und drei Bronzemedaillen belegte das jamaikanische Team Platz 18 im Medaillenspiegel.
Anmerkung: Am 1. Februar 2017 wurde bekannt, dass die 4-mal-400-Meter-Staffel der Frauen aus Russland die Silbermedaille verliert. Die Läuferin Antonina Wladimirowna Kriwoschapka wurde bei Nachtests positiv auf ein anaboles Steroid getestet. Dadurch rückt Jamaika vor auf den 2. Rang.

### Medaillenspiegel
| Medaillenspiegel Jamaika |                |   |   |   |        |
| Platz                    | Sportart       |   |   |   | Gesamt |
| 1                        | Leichtathletik | 4 | 5 | 3 | 12     |
| Total                    | Total          | 4 | 5 | 3 | 12     |

### Medaillengewinner

#### Gold
| Name                                                                              | Sportart       | Wettkampf                      |
| --------------------------------------------------------------------------------- | -------------- | ------------------------------ |
| Usain Bolt                                                                        | Leichtathletik | 100-Meter-Lauf Männer          |
| Shelly-Ann Fraser-Pryce                                                           | Leichtathletik | 100-Meter-Lauf Frauen          |
| Usain Bolt                                                                        | Leichtathletik | 200-Meter-Lauf Männer          |
| Kemar Bailey-Cole Yohan Blake Usain Bolt Nesta Carter Michael Frater Asafa Powell | Leichtathletik | 4-mal-100-Meter-Staffel Männer |

#### Silber
| Name | Sportart       | Wettkampf                      |
| --- | -------------- | ------------------------------ |
| Yohan Blake | Leichtathletik | 100-Meter-Lauf Männer          |
| Yohan Blake | Leichtathletik | 200-Meter-Lauf Männer          |
| Shelly-Ann Fraser-Pryce                                                                                                   | Leichtathletik | 200-Meter-Lauf Frauen          |
| Schillonie Calvert Veronica Campbell-Brown Shelly-Ann Fraser-Pryce Samantha Henry-Robinson Sherone Simpson Kerron Stewart | Leichtathletik | 4-mal-100-Meter-Staffel Frauen |
| Dominique Blake Christine Day Shereefa Lloyd Rosemarie Whyte Shericka Williams Novlene Williams-Mills                     | Leichtathletik | 4-mal-400-Meter-Staffel Frauen |

#### Bronze
| Name                    | Sportart       | Wettkampf                   |
| ----------------------- | -------------- | --------------------------- |
| Veronica Campbell-Brown | Leichtathletik | 100-Meter-Lauf Frauen       |
| Warren Weir             | Leichtathletik | 200-Meter-Lauf Männer       |
| Hansle Parchment        | Leichtathletik | 110-Meter-Hürdenlauf Männer |

## Teilnehmer nach Sportarten

### Leichtathletik
Laufen und Gehen 
| Athleten | Wettbewerb        | Vorlauf     | Vorlauf | Halbfinale    | Halbfinale    | Finale        | Finale        | Rang          |
| Athleten | Wettbewerb        | Zeit        | Rang    | Zeit          | Rang          | Zeit          | Rang          | Rang          |
| --- | ----------------- | ----------- | ------- | ------------- | ------------- | ------------- | ------------- | ------------- |
| Frauen |                   |             |         |               |               |               |               |               |
| Veronica Campbell-Brown                                                                                                   | 100 m             | 10,94 s     | 3       | 10,89 s       | 3             | 10,81 s       | 3             | Bronze        |
| Shelly-Ann Fraser-Pryce                                                                                                   | 100 m             | 11,00 s     | 7       | 10,85 s       | 2             | 10,75 s       | 1             | Gold          |
| Kerron Stewart | 100 m             | 11,06 s     | 14      | 11,04 s       | 9             | ausgeschieden | ausgeschieden | ausgeschieden |
| Veronica Campbell-Brown                                                                                                   | 200 m             | 22,75 s     | 11      | 22,32 s       | 3             | 22,38 s       | 4             | 4             |
| Shelly-Ann Fraser-Pryce                                                                                                   | 200 m             | 22,71 s     | 9       | 22,34 s       | 4             | 22,09 s       | 2             | Silber        |
| Sherone Simpson | 200 m             | 22,97 s     | 18      | 22,71 s       | 13            | ausgeschieden | ausgeschieden | ausgeschieden |
| Christine Day | 400 m             | 51,05 s     | 8       | 51,19 s       | 10            | ausgeschieden | ausgeschieden | ausgeschieden |
| Rosemarie Whyte | 400 m             | 50,90 s     | 7       | 50,98 s       | 8             | 50,79 s       | 8             | 8             |
| Novlene Williams-Mills | 400 m             | 50,88 s     | 6       | 49,91 s       | 3             | 50,11 s       | 5             | 5             |
| Schillonie Calvert Veronica Campbell-Brown Shelly-Ann Fraser-Pryce Samantha Henry-Robinson Sherone Simpson Kerron Stewart | 4 × 100-m-Staffel | 42,37 s     | 4       | –             | –             | 41,41 s       | 2             | Silber        |
| Christine Day Shereefa Lloyd Rosemarie Whyte Shericka Williams Novlene Williams-Mills                                     | 4 × 400-m-Staffel | 3:25,13 min | 4       | –             | –             | 3:20,95 min   | 3             | Bronze        |
| Brigitte Foster-Hylton | 100 m Hürden      | 13,98 s     | 40      | ausgeschieden | ausgeschieden | ausgeschieden | ausgeschieden | ausgeschieden |
| Shermaine Williams | 100 m Hürden      | 13,07 s     | 19      | 12,83 s       | 12            | ausgeschieden | ausgeschieden | ausgeschieden |
| Kaliese Spencer | 400 m Hürden      | 54,02 s     | 3       | 54,20 s       | 4             | 53,66 s       | 4             | 4             |
| Melaine Walker | 400 m Hürden      | 54,78 s     | 8       | 55,74 s       | 14            | ausgeschieden | ausgeschieden | ausgeschieden |
| Nickiesha Wilson | 400 m Hürden      | 55,53 s     | 16      | 55,77 s       | 15            | ausgeschieden | ausgeschieden | ausgeschieden |
| Korene Hinds | 3000 m Hindernis  | 9:37,95 min | 24      | ausgeschieden | ausgeschieden | ausgeschieden | ausgeschieden | ausgeschieden |
| Männer |                   |             |         |               |               |               |               |               |
| Yohan Blake | 100 m             | 10,00 s     | 3       | 9,85 s        | 2             | 9,75 s        | 2             | Silber        |
| Usain Bolt | 100 m             | 10,08 s     | 9       | 9,87 s        | 3             | 9,63 s (OR)   | 1             | Gold          |
| Asafa Powell | 100 m             | 10,04 s     | 5       | 9,94 s        | 6             | 11,99 s       | 8             | 8             |
| Yohan Blake | 200 m             | 20,38 s     | 4       | 20,01 s       | 1             | 19,44 s       | 2             | Silber        |
| Usain Bolt | 200 m             | 20,39 s     | 5       | 20,18 s       | 5             | 19,32 s       | 1             | Gold          |
| Warren Weir | 200 m             | 20,29 s     | 2       | 20,28 s       | 7             | 19,84 s       | 3             | Bronze        |
| Jermaine Gonzales | 400 m             | 46,21 s     | 33      | ausgeschieden | ausgeschieden | ausgeschieden | ausgeschieden | ausgeschieden |
| Dane Hyatt | 400 m             | 45,14 s     | 6       | 45,59 s       | 19            | ausgeschieden | ausgeschieden | ausgeschieden |
| Rusheen McDonald | 400 m             | 46,67 s     | 36      | ausgeschieden | ausgeschieden | ausgeschieden | ausgeschieden | ausgeschieden |
| Kemar Bailey-Cole Yohan Blake Usain Bolt Nesta Carter Michael Frater                                                      | 4 × 100-m-Staffel | 37,39 s     | 2       | –             | –             | 36,84 s (WR)  | 1             | Gold          |
| Jermaine Gonzales Dane Hyatt Riker Hylton Errol Nolan                                                                     | 4 × 400-m-Staffel | DNF         | DNF     | ausgeschieden | ausgeschieden | ausgeschieden | ausgeschieden | ausgeschieden |
| Hansle Parchment | 110 m Hürden      | 13,32 s     | 5       | 13,14 s       | 4             | 13,12 s       | 3             | Bronze        |
| Richard Phillips | 110 m Hürden      | 13,47 s     | 13      | DNF           | DNF           | ausgeschieden | ausgeschieden | ausgeschieden |
| Andrew Riley | 110 m Hürden      | 13,59 s     | 24      | ausgeschieden | ausgeschieden | ausgeschieden | ausgeschieden | ausgeschieden |
| Roxroy Cato | 400 m Hürden      | 50,22 s     | 31      | ausgeschieden | ausgeschieden | ausgeschieden | ausgeschieden | ausgeschieden |
| Leford Green | 400 m Hürden      | 49,30 s     | 14      | 48,61 s       | 9 (Q)         | 49,12 s       | 7             | 7             |
| Josef Robertson | 400 m Hürden      | 49,98 s     | 26      | ausgeschieden | ausgeschieden | ausgeschieden | ausgeschieden | ausgeschieden |

 Springen und Werfen 
| Athleten          | Wettbewerb   | Qualifikation | Qualifikation | Finale        | Finale        | Rang |
| Athleten          | Wettbewerb   | Weite/Höhe    | Rang          | Weite/Höhe    | Rang          | Rang |
| ----------------- | ------------ | ------------- | ------------- | ------------- | ------------- | ---- |
| Frauen            |              |               |               |               |               |      |
| Trecia Smith      | Dreisprung   | 14,31 m       | 7             | 14,35 m       | 7             | 7    |
| Kimberly Williams | Dreisprung   | 14,53 m       | 2             | 14,48 m       | 6             | 6    |
| Allison Randall   | Diskuswerfen | 58,06 m       | 29            | ausgeschieden | ausgeschieden | 29   |
| Männer            |              |               |               |               |               |      |
| Damar Forbes      | Weitsprung   | 7,79 m        | 19            | ausgeschieden | ausgeschieden | 19   |
| Jason Morgan      | Diskuswerfen | 57,46 m       | 39            | ausgeschieden | ausgeschieden | 39   |
| Traves Smikle     | Diskuswerfen | 61,85 m       | 20            | ausgeschieden | ausgeschieden | 20   |
| Dorian Scott      | Kugelstoßen  | 20,31 m       | 11            | 20,61 m       | 10            | 10   |

### Reiten
| Vielseitigkeit                   |            |                     |                     |          |          |                    |      |
| Athleten                         | Wettbewerb | Minuspunkte Dressur | Minuspunkte Gelände | Springen | Springen | Minuspunkte Gesamt | Rang |
| Samantha Albert mit Carraig Dubh | Einzel     | 67,20               | 54,00               | 21,00    | 21,00    |                    | 51   |

### Schwimmen
| Athleten      | Wettbewerb  | Vorlauf     | Vorlauf | Halbfinale  | Halbfinale | Finale      | Finale | Rang |
| Athleten      | Wettbewerb  | Zeit        | Rang    | Zeit        | Rang       | Zeit        | Rang   | Rang |
| ------------- | ----------- | ----------- | ------- | ----------- | ---------- | ----------- | ------ | ---- |
| Frauen        |             |             |         |             |            |             |        |      |
| Alia Atkinson | 100 m Brust | 1:07,39 min | 10      | 1:07,48 min | 8          | 1:06,93 min | 4      | 4    |

### Taekwondo
| Athleten        | Wettbewerb        | Achtelfinale | Achtelfinale | Viertelfinale | Viertelfinale | Halbfinale    | Halbfinale    | Hoffnungsrunde Halbfinale | Hoffnungsrunde Halbfinale | Hoffnungsrunde Finale | Hoffnungsrunde Finale | Finale        | Finale        | Rang |
| Athleten        | Wettbewerb        | Gegner       | Ergebnis     | Gegner        | Ergebnis      | Gegner        | Ergebnis      | Gegner                    | Ergebnis                  | Gegner                | Ergebnis              | Gegner        | Ergebnis      | Rang |
| --------------- | ----------------- | ------------ | ------------ | ------------- | ------------- | ------------- | ------------- | ------------------------- | ------------------------- | --------------------- | --------------------- | ------------- | ------------- | ---- |
| Männer          |                   |              |              |               |               |               |               |                           |                           |                       |                       |               |               |      |
| Kenneth Edwards | Klasse über 80 kg | X. Liu       | 4:6          | ausgeschieden | ausgeschieden | ausgeschieden | ausgeschieden | ausgeschieden             | ausgeschieden             | ausgeschieden         | ausgeschieden         | ausgeschieden | ausgeschieden | 11   |